# Teudis roseus
Teudis roseus là một loài nhện trong họ Anyphaenidae.
Loài này thuộc chi Teudis. Teudis roseus được Frederick Octavius Pickard-Cambridge miêu tả năm 1900.